# Theresa Michalak
Theresa Michalak (Halle, 7 de mayo de 1992) es una deportista alemana que compitió en natación. Es públicamente lesbiana.
Ganó dos medallas en el Campeonato Europeo de Natación en Piscina Corta, oro en 2011 y bronce en 2010, ambas en la prueba de 100 m estilos.

## Palmarés internacional
| Campeonato Europeo en Piscina Corta | Campeonato Europeo en Piscina Corta | Campeonato Europeo en Piscina Corta | Campeonato Europeo en Piscina Corta |
| Año                                 | Lugar                               | Medalla                             | Prueba                              |
| ----------------------------------- | ----------------------------------- | ----------------------------------- | ----------------------------------- |
| 2010                                | Eindhoven (Países Bajos)            | Medalla de bronce                   | 100 m estilos                       |
| 2011                                | Szczecin (Polonia)                  | Medalla de oro                      | 100 m estilos                       |